# Route nationale 230
La route nationale 230 (RN 230 o N 230) è una strada nazionale francese che costituisce la tangenziale est di Bordeaux. Fa parte della strada europea E70.

## Percorso
Comincia a Bègles all'incrocio con l'A630 e l'A631, subito prima di superare la Garonna con il ponte François-Mitterrand. Serve alcuni comuni della periferia della città come Floirac, Cenon, Artigues-près-Bordeaux e infine Lormont. Dopo aver intersecato la N89, la N230 termina all'innesto con l'A10.